# Szilvásvárad vasútállomás
Szilvásvárad vasútállomás egy Heves vármegyei vasútállomás, Szilvásvárad településen, a helyi önkormányzat üzemeltetésében. A belterület északi szélén helyezkedik el, közúti megközelítését a 2508-as útból kiágazó 25 306-os számú mellékút biztosítja.

## Vasútvonalak
Az állomást az alábbi vasútvonalak érintik:
- Füzesabony–Putnok-vasútvonal

## Kapcsolódó állomások
A vasútállomáshoz az alábbi állomások vannak a legközelebb:
- Szilvásvárad-Szalajkavölgy megállóhely (Eger vasútállomás, Füzesabony–Putnok-vasútvonal)
- Nagyvisnyó-Dédes megállóhely (Putnok vasútállomás, Füzesabony–Putnok-vasútvonal)

## Forgalom
A 87-es számú vasútvonalon a 2009-es magyarországi vasútbezárások óta Füzesabonytól idáig van forgalom.

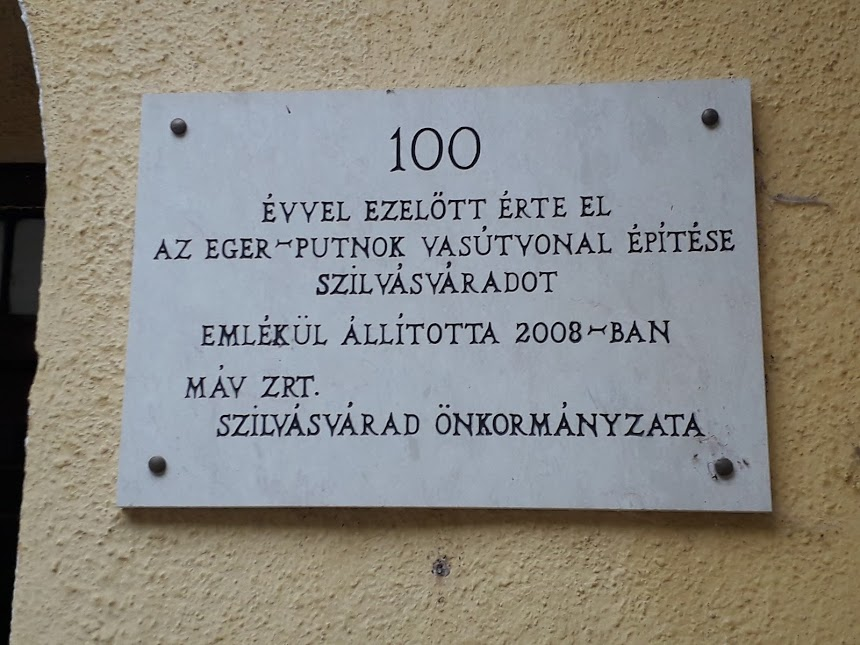
Emléktábla a vasútvonal építésének 100. évfordulója tiszteletére

| Járat        | Útvonal | Gyakoriság                     |
| ------------ | --- | ------------------------------ |
| személyvonat | Eger – Egervár – Eger-Felnémet – Almár – Szarvaskő – Mónosbél – Bélapátfalva – Bélapátfalvi Cementgyár – Szilvásvárad-Szalajkavölgy – Szilvásvárad | Napi 2 pár (nyáron napi 4 pár) |